# (500045) 2011 SQ248
(500045) 2011 SQ248 es un asteroide perteneciente al cinturón exterior de asteroides, descubierto el 25 de octubre de 2005 por el equipo del Spacewatch desde el Observatorio Nacional de Kitt Peak, Arizona, Estados Unidos.

## Designación y nombre
Designado provisionalmente como 2011 SQ248.

## Características orbitales
2011 SQ248 está situado a una distancia media del Sol de 3,378 ua, pudiendo alejarse hasta 3,844 ua y acercarse hasta 2,911 ua. Su excentricidad es 0,138 y la inclinación orbital 17,44 grados. Emplea 2267,86 días en completar una órbita alrededor del Sol.
Los próximos acercamientos a la órbita de Júpiter  se producirán el 25 de abril de 2051, el 31 de enero de 2064 y el 14 de septiembre de 2076, entre otros.

## Características físicas
La magnitud absoluta de 2011 SQ248 es 15,9.